# Mieke Offeciers-Van De Wiele
Maria (Mieke) Offeciers, geboren als Maria Van De Wiele (Kruibeke, 12 augustus 1945) is een Belgisch voormalig minister en gedelegeerd bestuurder van het Vlaams Economisch Verbond.

## Levensloop
Mieke Offeciers ging in 1975 als bediende werken bij het Vlaams Economisch Verbond (VEV) en werd in 1986 hoofd van de studiedienst van deze werkgeversorganisatie. Ze huwde met oorarts Erwin Offeciers.
In maart 1992 werd ze vrij onverwacht als extraparlementair voor de CVP minister van Begroting in de regering-Dehaene I. In 1993 stopte ze echter als minister en verliet ze de politiek om terug te keren naar het VEV. Als minister volgde Herman Van Rompuy haar op.
Van 1993 tot 2000 was ze gedelegeerd bestuurder van het VEV.
In 2000 verliet ze het VEV en ging ze aan de slag als directeur bij consultancybureau KPMG. In 2004 stapte ze over naar lobbykantoor Interel.
Ze was tevens bestuurder van de Vlaamse Maatschappij voor Watervoorziening (later De Watergroep) en Infrabel. Van 1996 tot 2001 was ze voorzitter van de raad van bestuur van de Vlaamse Opera.
Tevens was ze lid van de Coudenberggroep, een federalistische denktank.